# Husova (Prachatice)
Husova je ulice v Prachaticích situované v městské památkové rezervaci na silniční parcele 1511/15. Název nese po  Janu Husovi, který podle tradice navštěvoval  v této ulici školu v čp. 71. Podle toho je tato budova označována jako Husův dům. 
Začátek ulice tvoří křižovatka s ulicí Křišťanovou (původně ulice začínala na Velkém náměstí) a končí na rozhraní současných  ulic Zahradní a Družstevní v prostoru někdejšího prachatického parkánu.  Na Husovu ulici se kolmo napojují ulice Věžní a Dlouhá

## Historie a popis
Dnešní Husova ulice vznikla již při zakládání města Prachatic, kdy vycházela z Velkého náměstí. V době vzniku nevedla za hranici města, protože ji ohraničoval parkán a hradby Prachatice.  Dalším stavebním vývojem  (výstavbou domů v Křišťanově ulici) její význam klesl na vedlejší ulici oddělenou stavebně od Velkého náměstí. Po požáru v Prachaticích v roce 1832 byla městským opevněním proražena Nová brána a Husova ulice se stala jednou ze tří ulic umožňujících výjezd a vjezd do města. Situace v místě dnešní ulice je zachycena na mapách druhého vojenského mapování, které byly dokončeny v roce 1852. V rámci obnovy Městské památkové rezervace Prachatice byl v roce 2009 rekonstruován povrch silnice, inženýrských sítí a nová zádlažba chodníků žulovou kostkou nákladem téměř 6 mil. Kč.

## Název ulice
Nejstarší doložené  pojmenování Husovy ulice je Široká ulice. Tomu nasvědčuje označení „die breite Gasse“ z konce 19. století v souvislosti s prodejem domu čp. 108. Skutečnost, že stejný dům je v roce 1745 lokalizován „in der untern Gassen“  (tedy v Dolní ulici) zakládá možné vysvětlení, že –
- ulice v Prachaticích neměly do 18. století oficiální názvy a byly označovány toliko názvy orientačními ve vztahu k Velkému náměstí, tj. vedoucí nad náměstím jako horní a pod náměstím jako dolní (tedy současné ulice Dlouhá, Věžní a Husova),
- stavební vývoj domů Husova čp. 104, 108, 109, 110 již dnes neumožňuje určit jejich původní hlavní vchod, protože mají vchody z Husovy ulice i z ulice  Dlouhé.

Po požáru města (1832) uvádí plán města Prachatice z roku 1837 název Schul Gasse, podle kterého vznikl po roce 1918 český ekvivalent Školní ulice a ten se udržel až do roku 1947. Tento název patrně reflektoval sídla škol v čp. 103 (obecná škola) a v čp. 109 (nižší gymnázium). Na některých dokumentech z období první republiky je použito též označení Nová brána (jmenovitě úsek mezi křižovatkami, kde vyúsťují  ulice Dlouhá a Zahradní.  Toto označení patrně reflektovalo proražení městské hradby po požáru v roce 1832. V některých případech je na pohlednicích dnešní Husovy ulice použit název Schillergasse, ale zde se zřejmě jedná o omyl.
Po začlenění Prachatic do Německé říše Mnichovskou dohodou byl a ulice dne 24. 10. 1938 pojmenována jako Hermann Görging Strasse podle Hermanna Göringa. Po II. světové válce byla ulice vyhláškou Městského národního výboru Prachatice pojmenována jako Husova a tento název nese dosud..

### Domy v Husově ulici zapsané v Ústředním seznamu kulturních památek
- Husova čp. 104 (Prachatice)
- Husova čp. 105 (Prachatice)
- Husova čp. 109 (Prachatice)
- Husova čp. 107 (Prachatice)
- Husova čp. 108 (Prachatice)
- Husova čp. 106 (Prachatice)
- Husova čp. 70 (Prachatice)
- Husova čp. 71 Husův dům
- Husova čp. 68 (Prachatice)
- Husova čp. 110 (Prachatice)
- Husova čp. 76 (Prachatice)

### Ostatní domy v Husově ulici nezapsané v Ústředním seznamu kulturních památek
- Husova čp. 68 (Prachatice)
- Husova čp. 69 (Prachatice)
- Husova čp. 70 (Prachatice)
- Husova čp. 71 (Prachatice)
- Husova čp. 72 (Prachatice)
- Husova čp. 73 (Prachatice)
- Husova čp. 74 (Prachatice)
- Husova čp. 75 (Prachatice)
- Husova čp. 76 (Prachatice)
- Husova čp. 77 (Prachatice)
- Husova čp. 78 (Prachatice)
- Husova čp. 79 (Prachatice)

## Galerie Husovy ulice

### Mapy centra a Husovy ulice

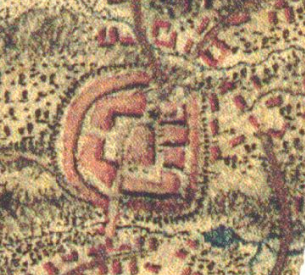
Prachatice na mapách prvního vojenského mapování (1764–1783)
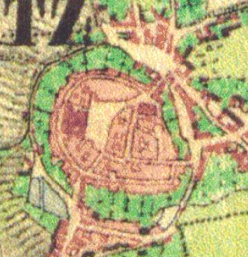
Prachatice na mapách druhého vojenského mapování (1836–1852)

### Pohledy do Husovy ulice

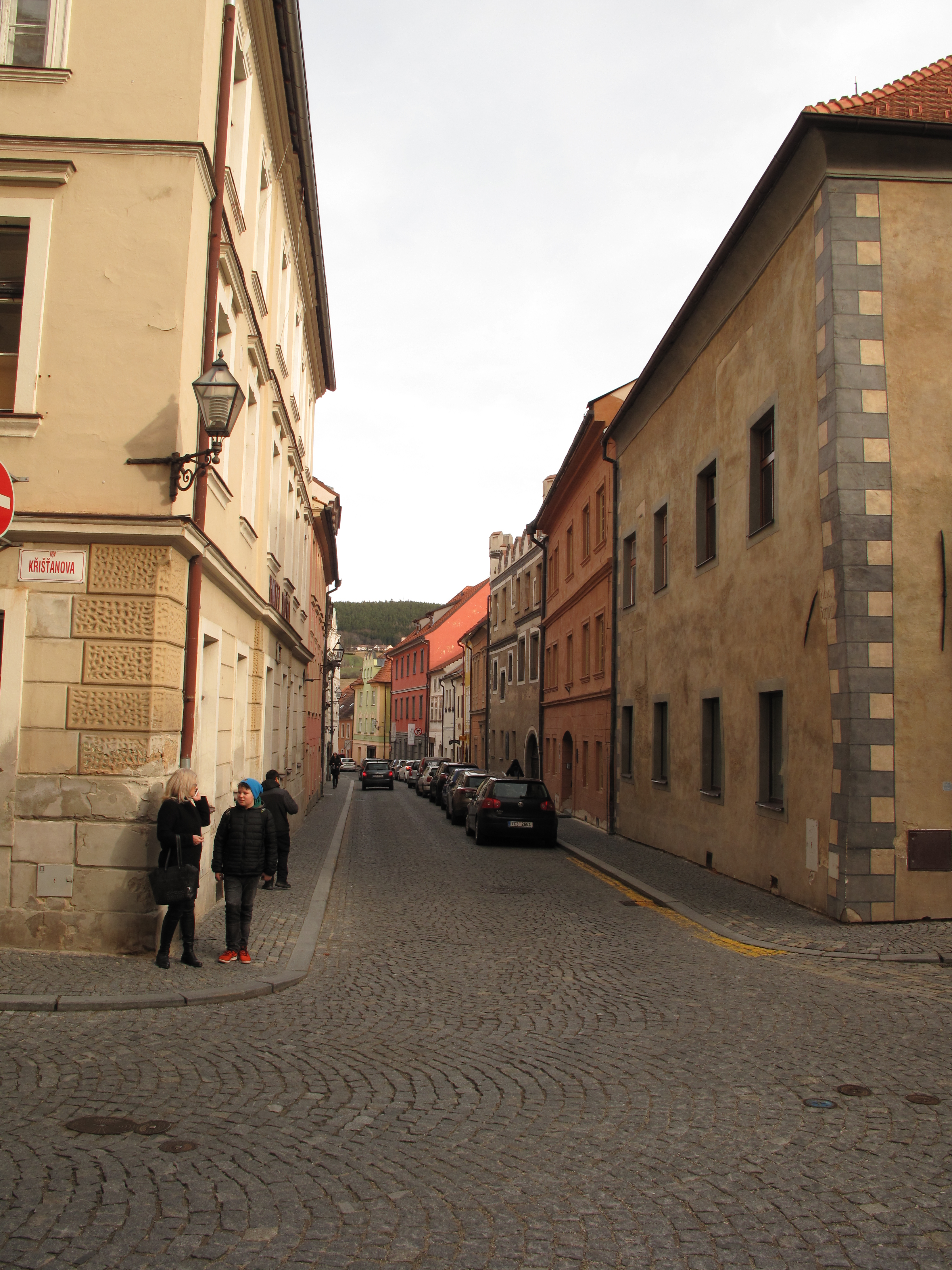
Pohled do Husovy ulice z ulice Křišťanovy
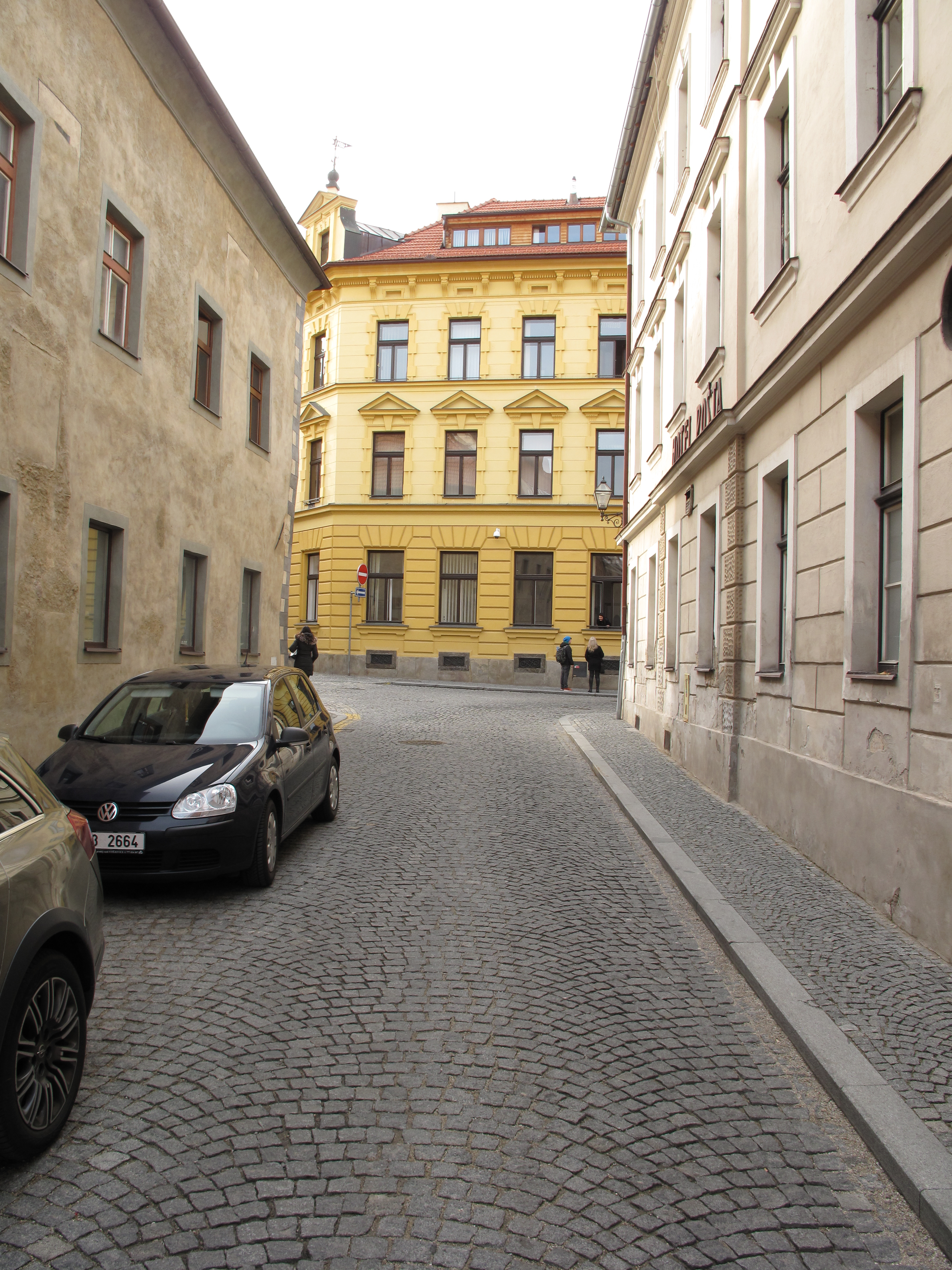
Pohled z Husovy ulice do ulice Křišťanovy
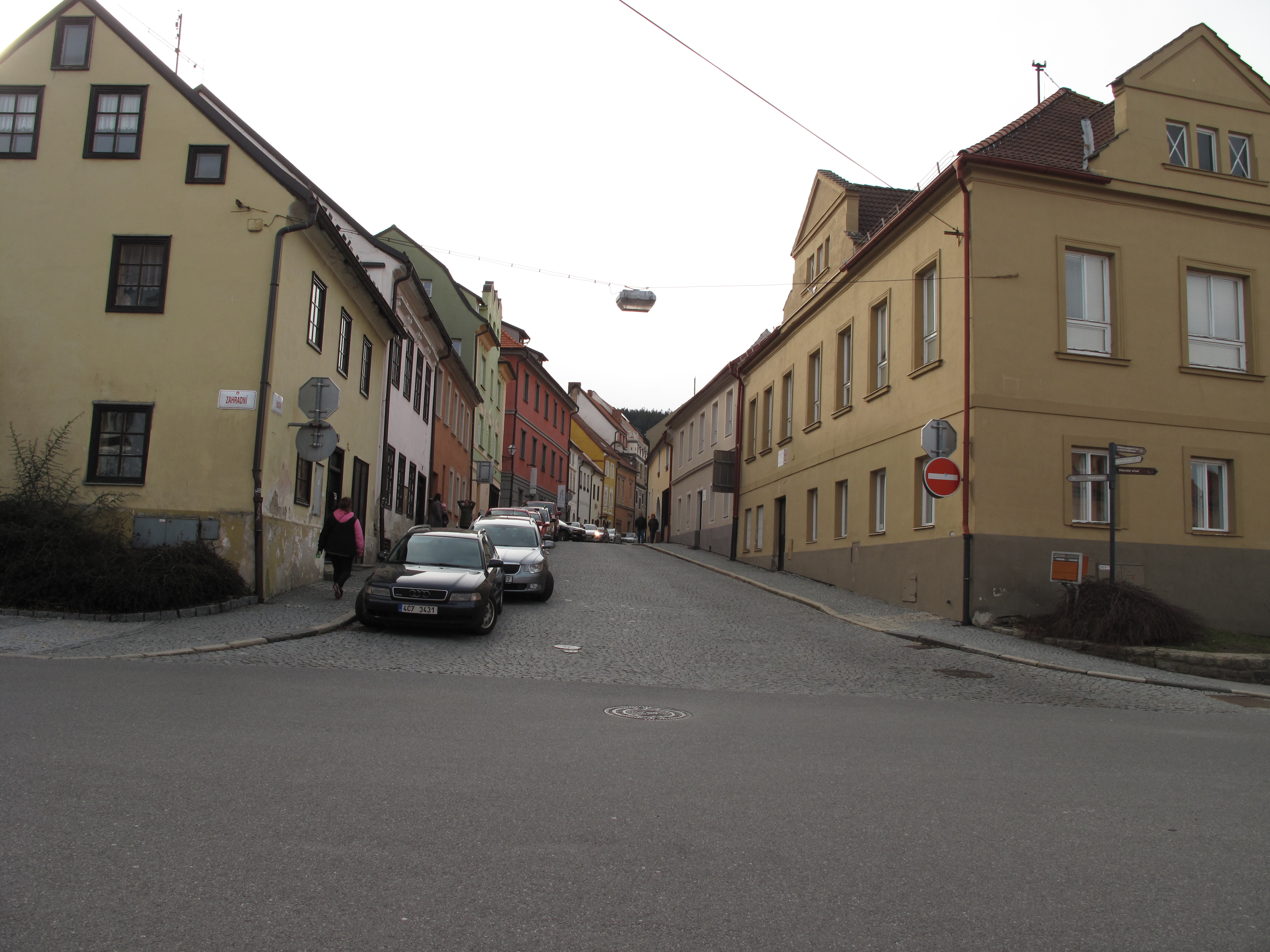
Pohled do Husovy ulice
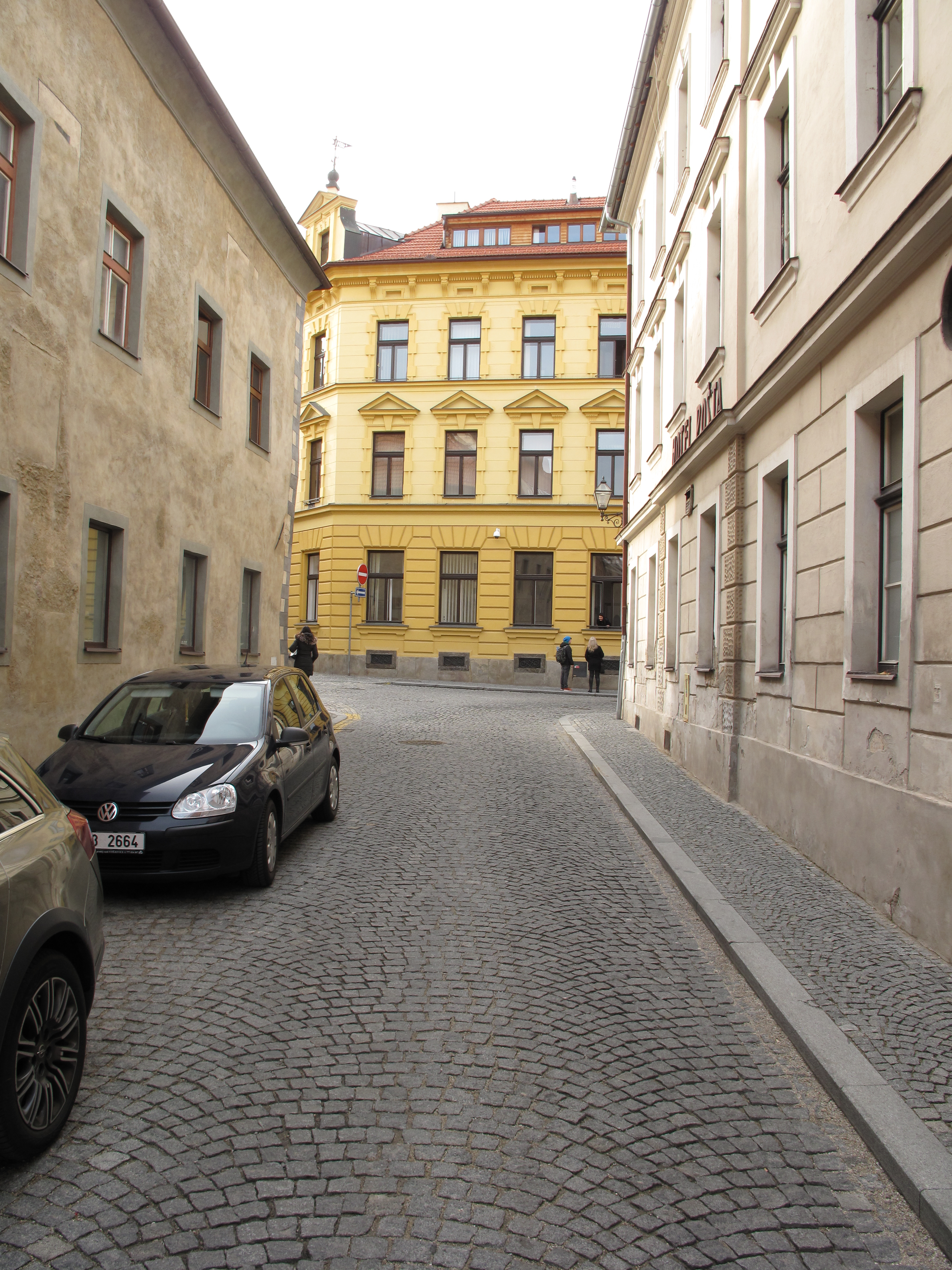
Pohled do Husovy ulice
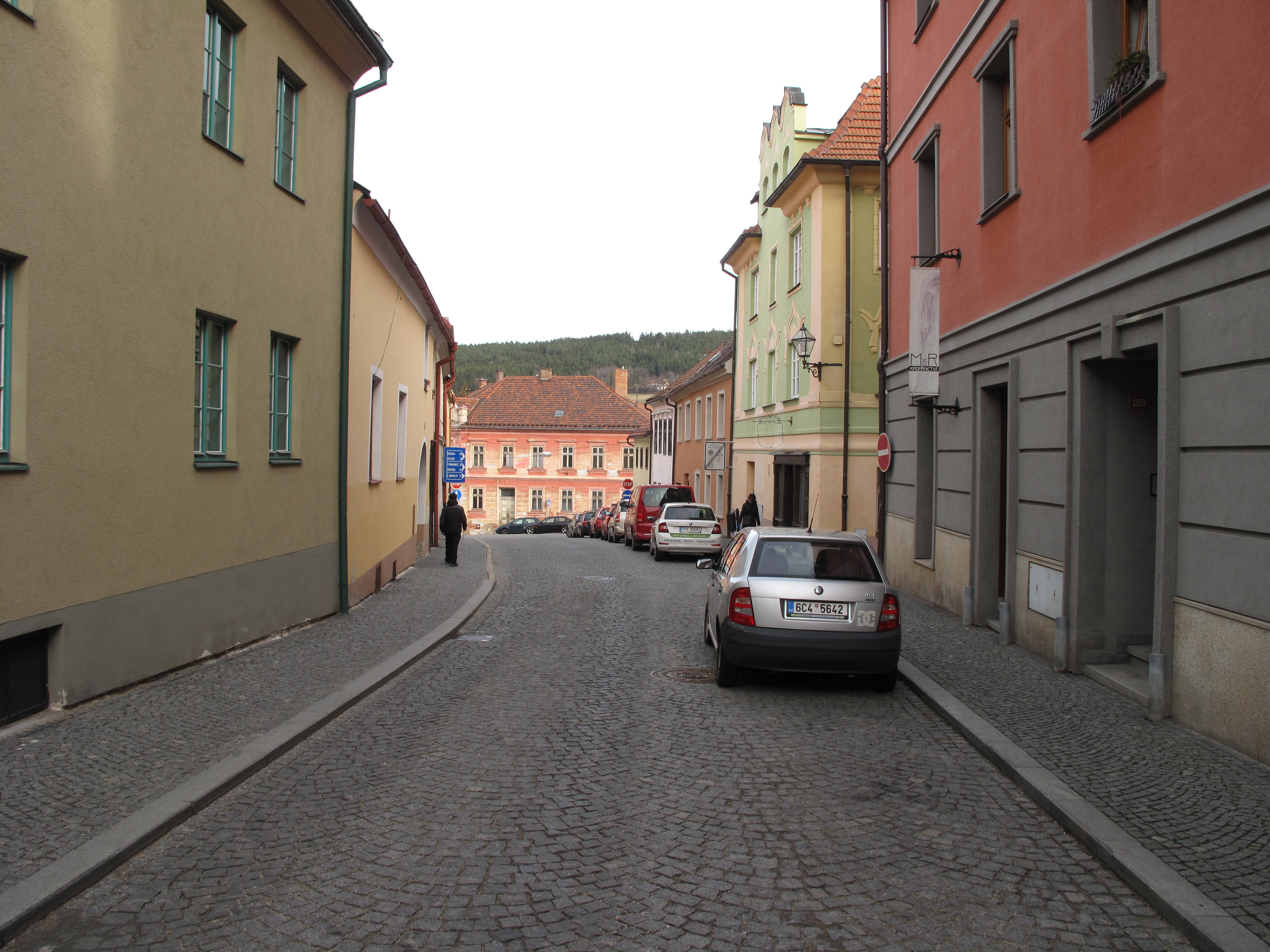
Pohled do Husovy ulice
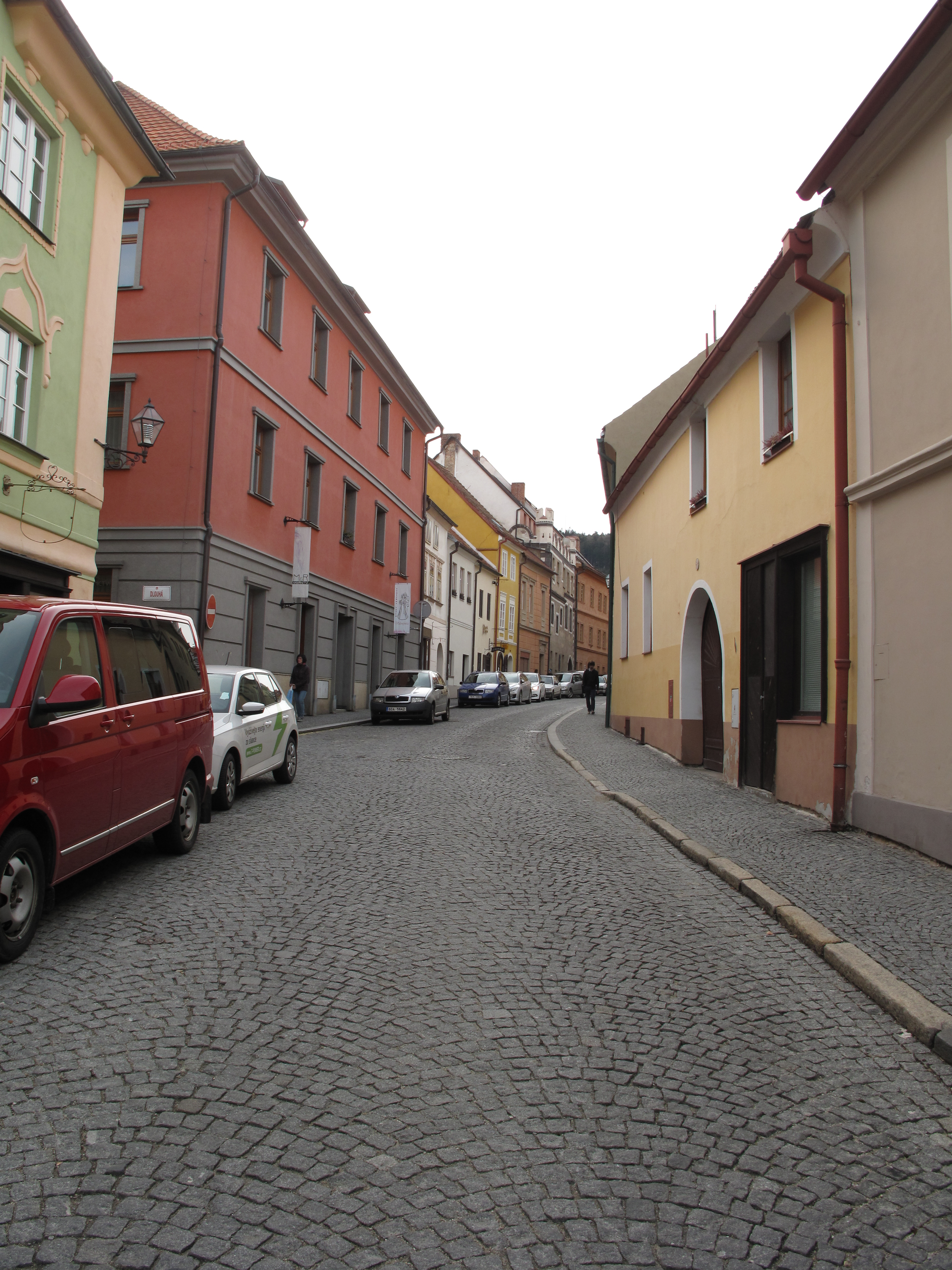
Pohled do Husovy ulice
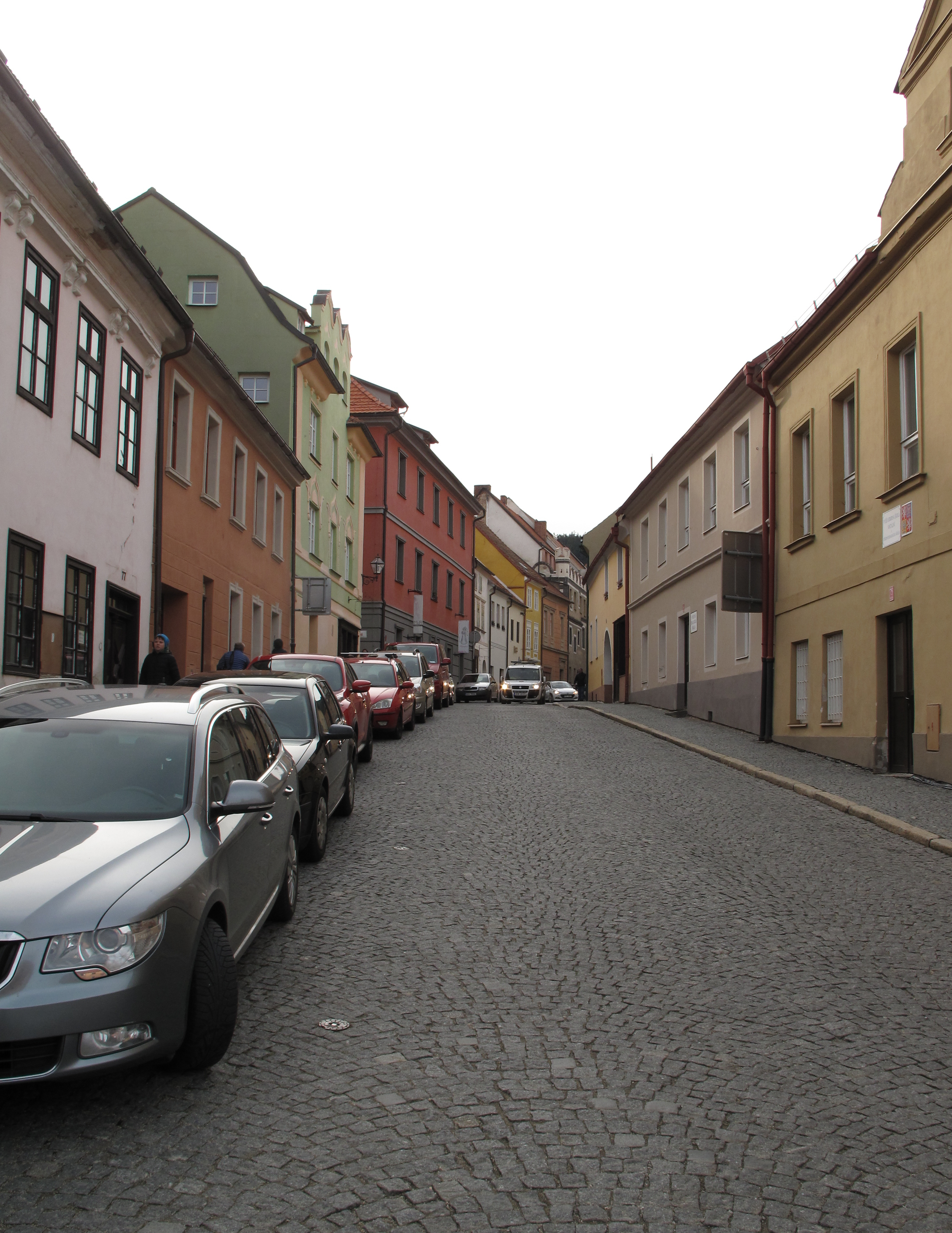
Pohled do Husovy ulice
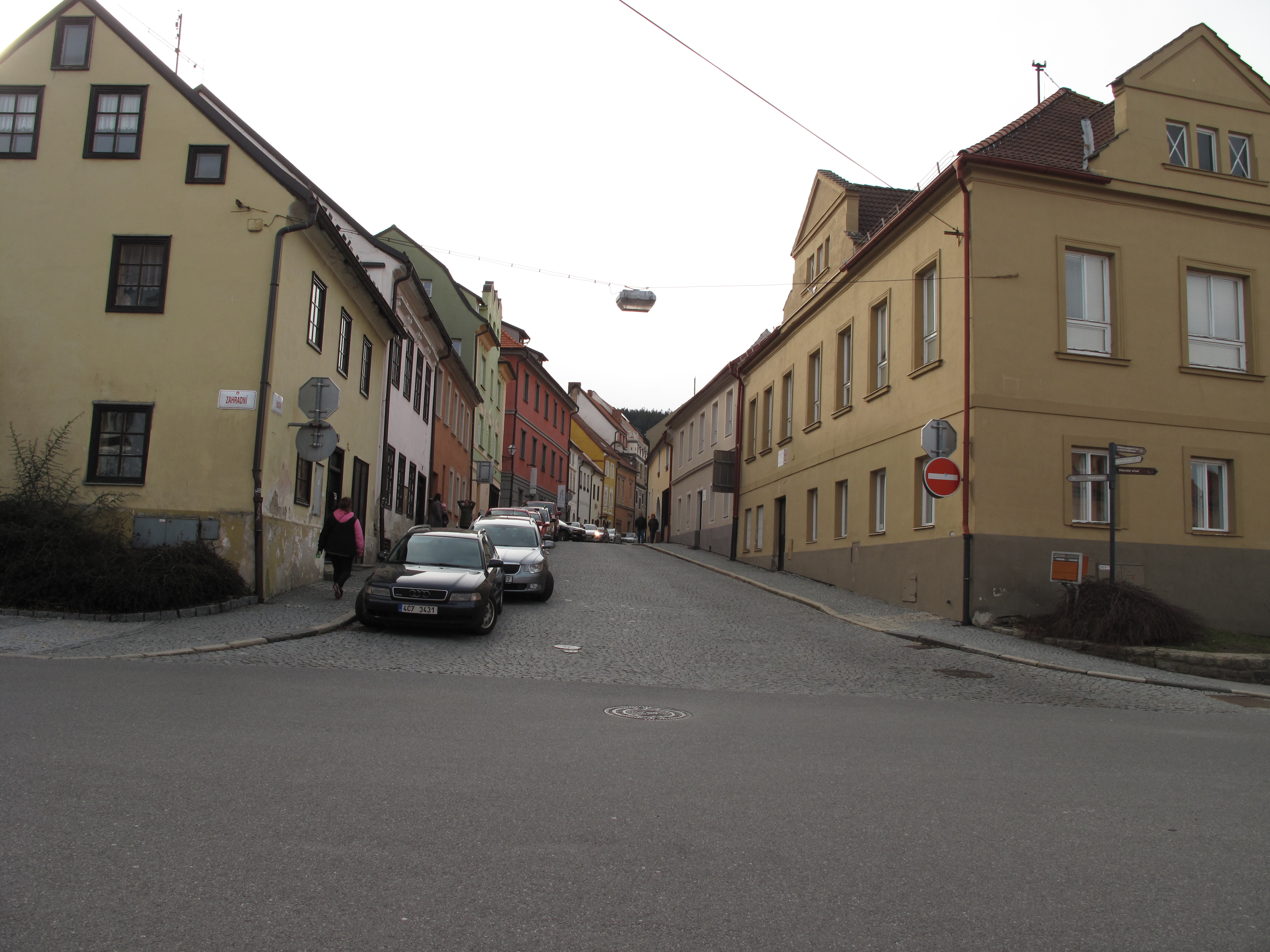
Pohled do Husovy ulice
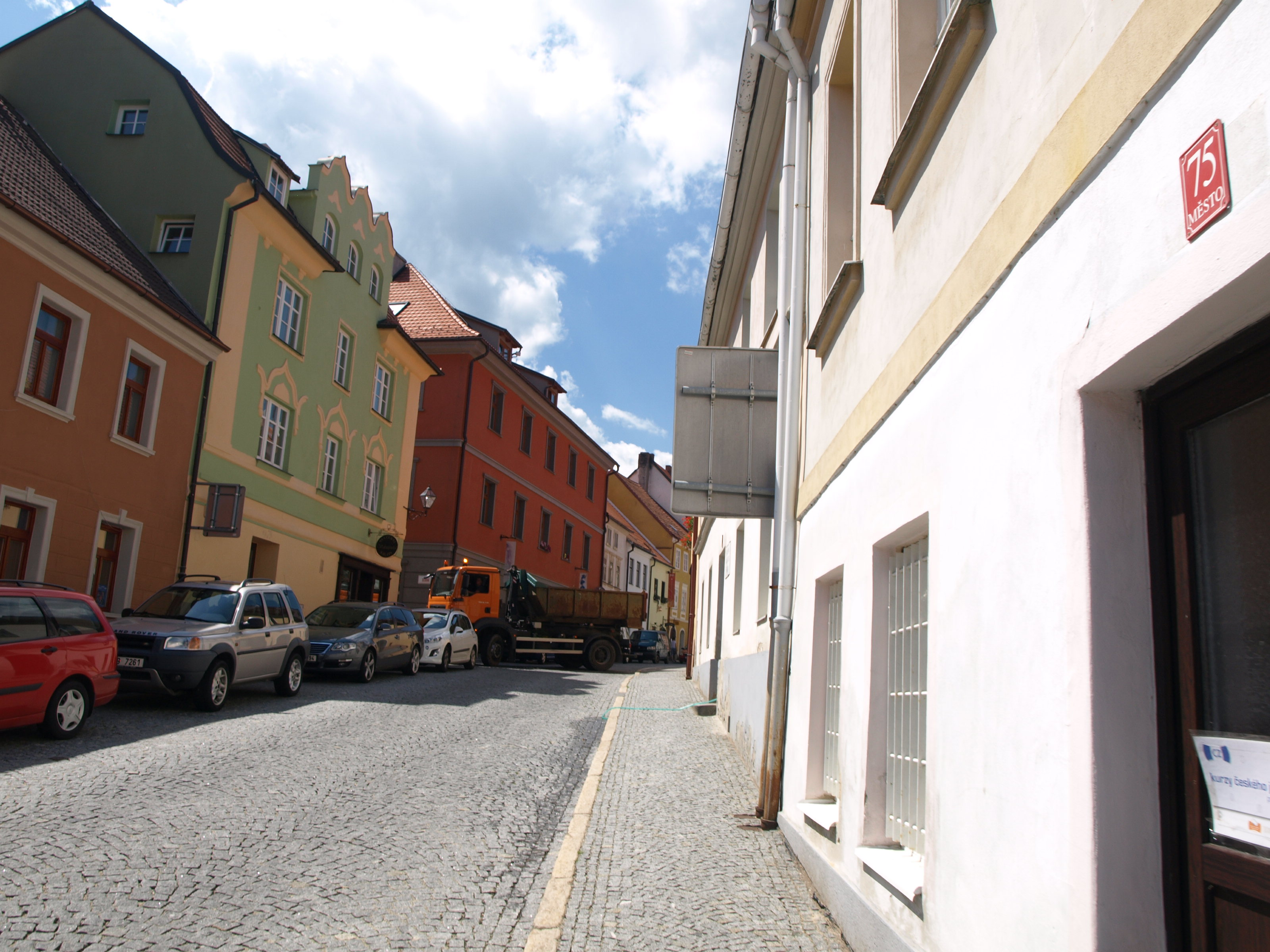
Pohled do Husovy ulice od čp. 75

### Detaily Husovy ulice

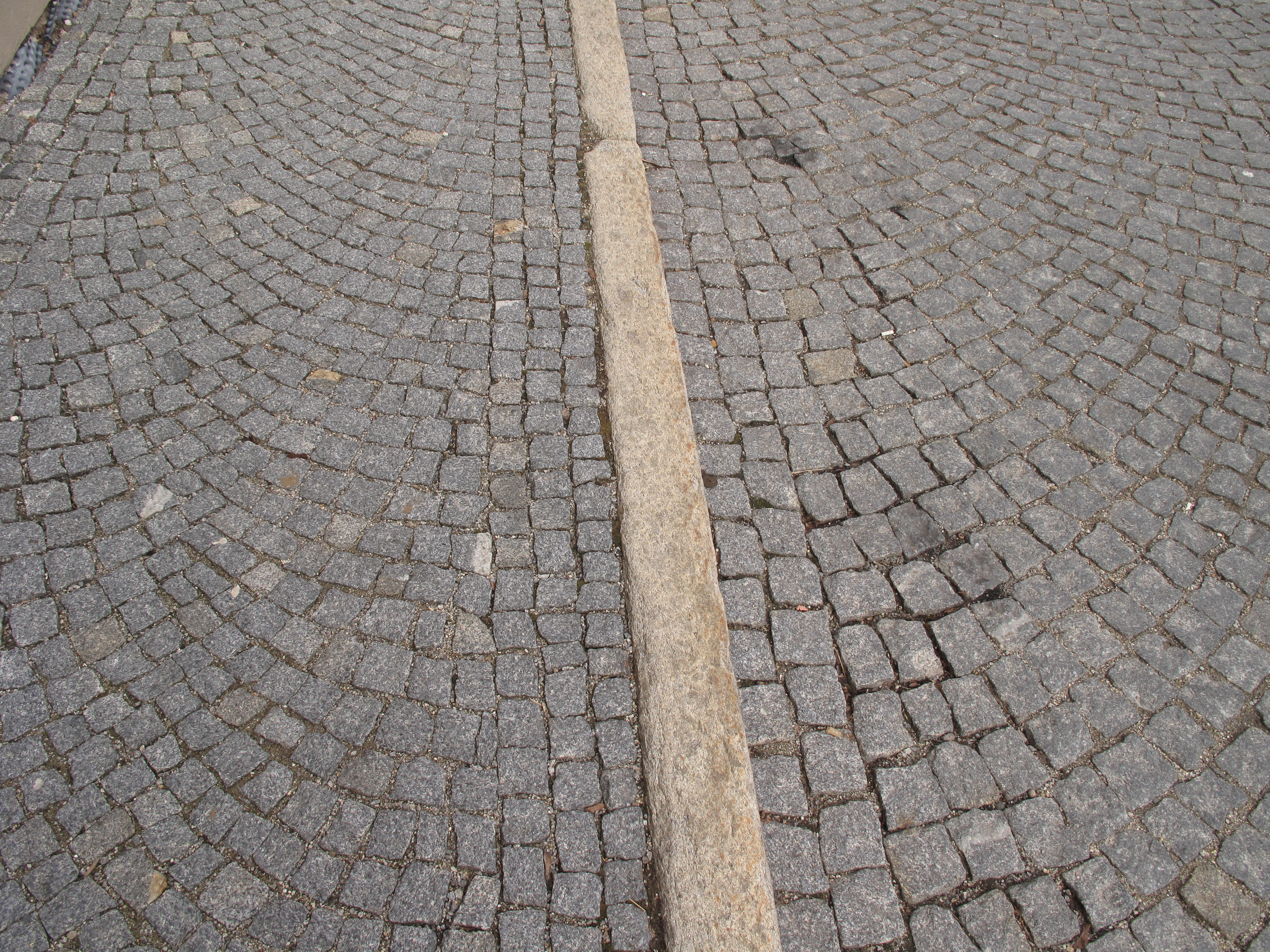
Detail dlažby v Husově ulici
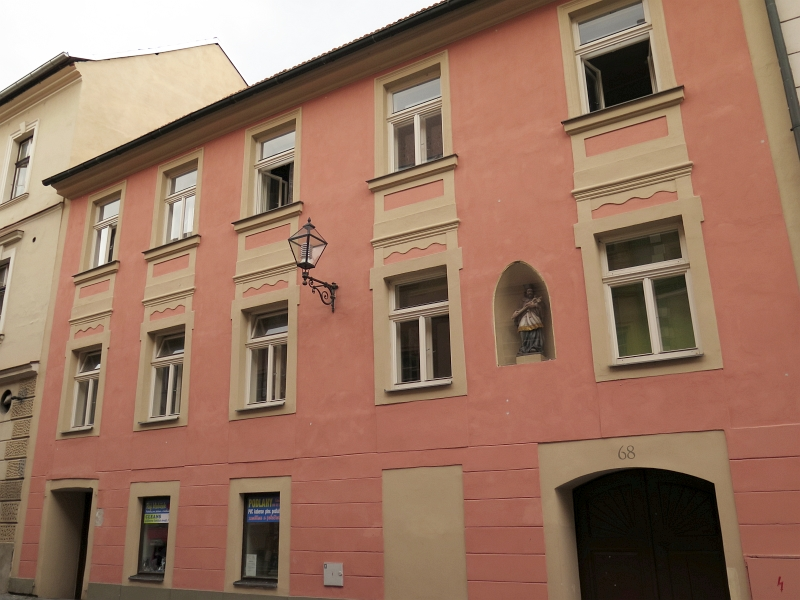
Husova ulice detail průčelí domu čp. 68
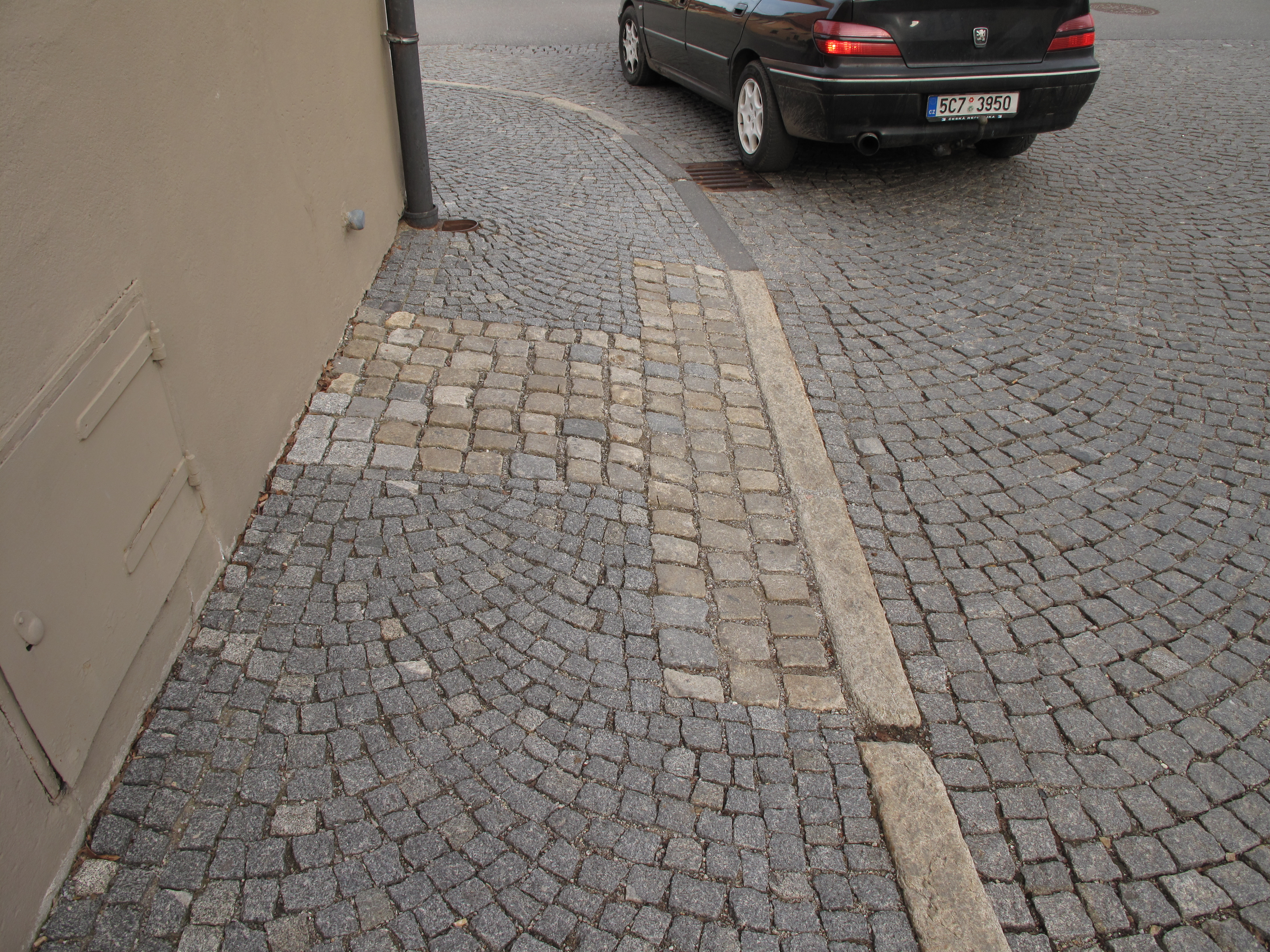
Detail dlažby v Husově ulici
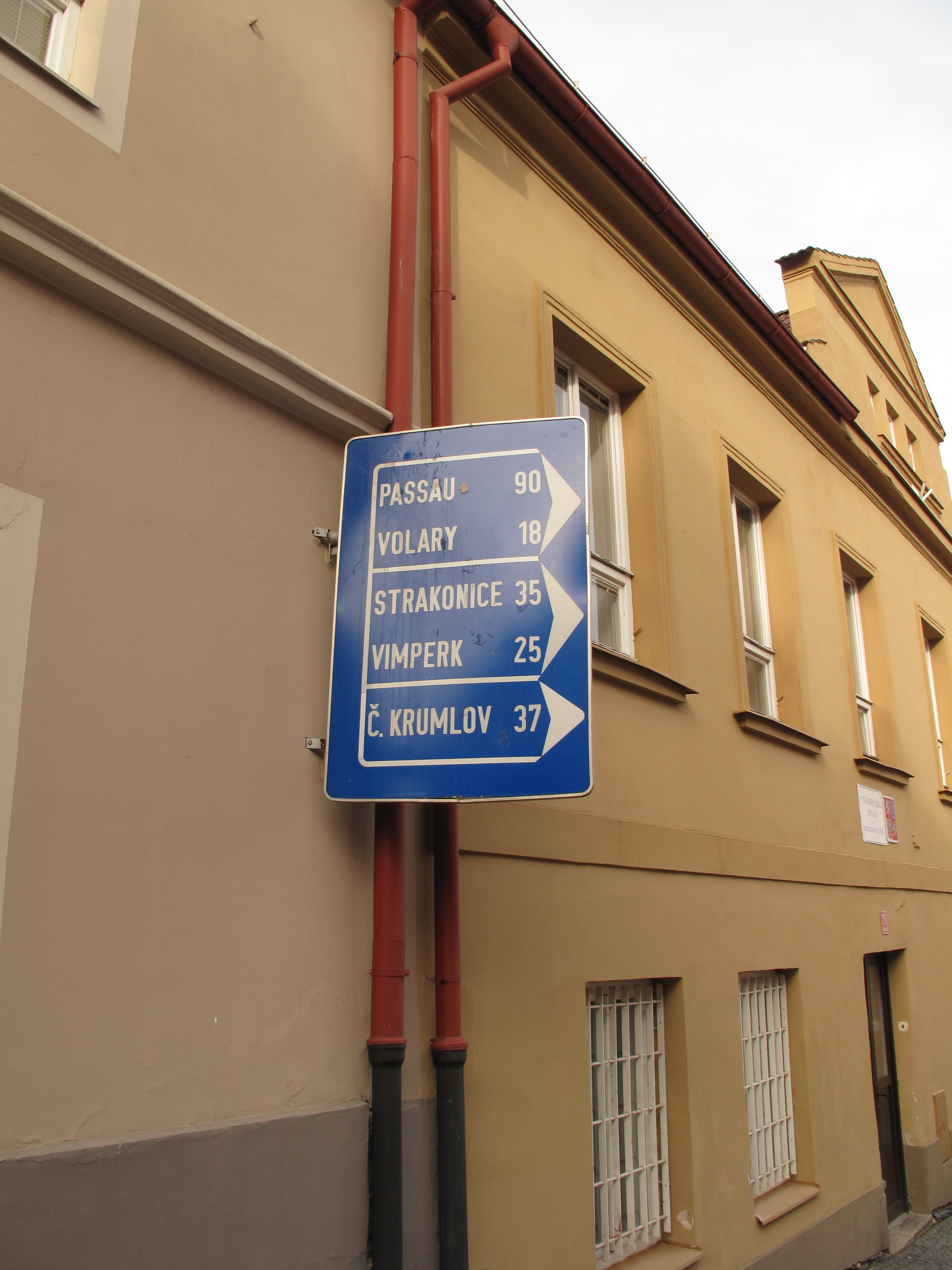
Dopravní značky v Husově ulici

### Domy v Husově ulici

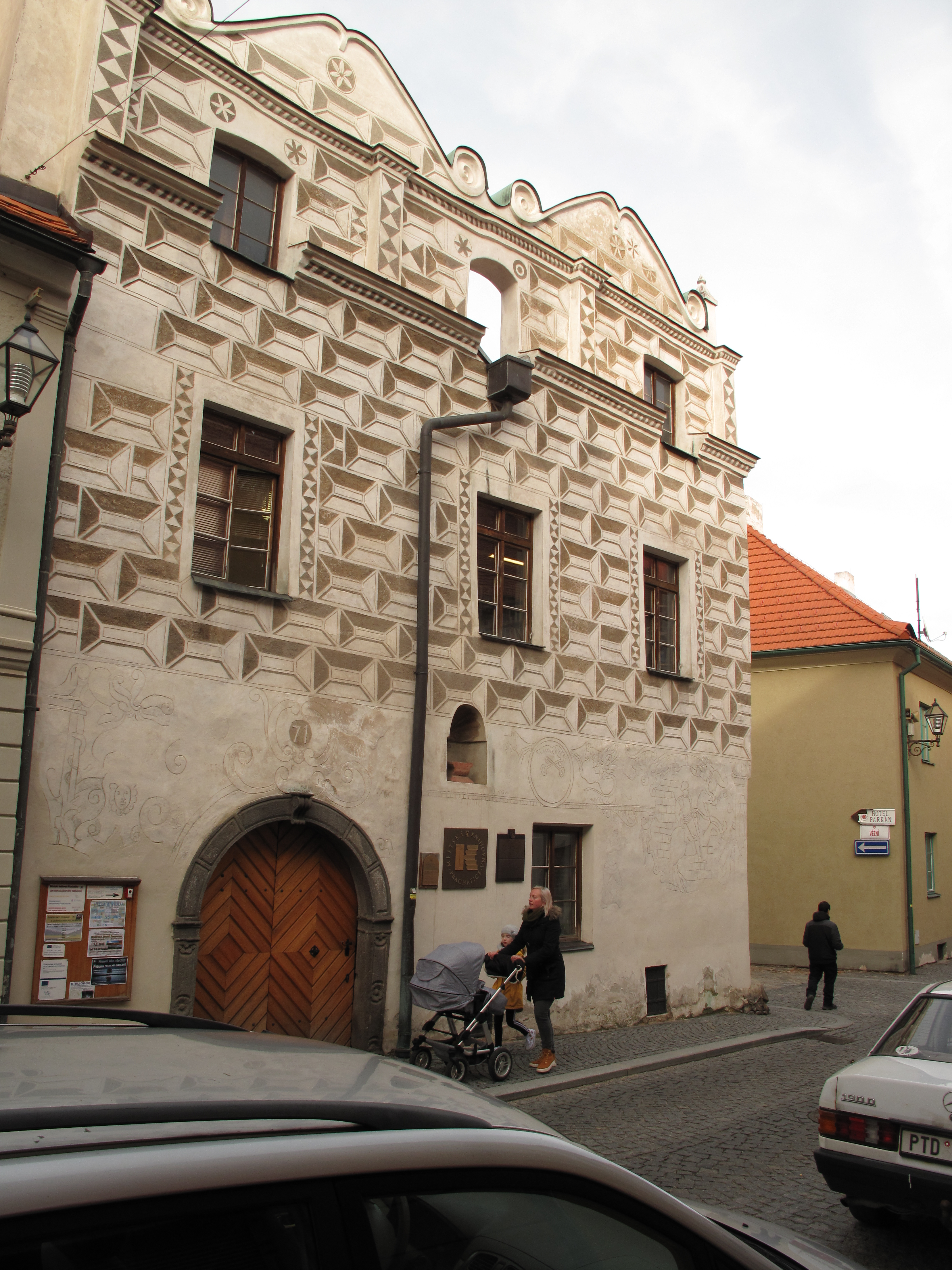
Fasáda Husova domu - Husova čp. 71
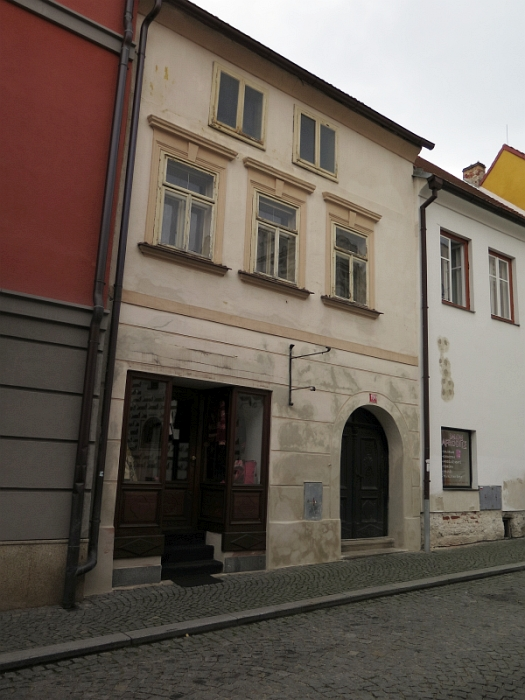
Pohled na dům čp. 104 v Husově ulic
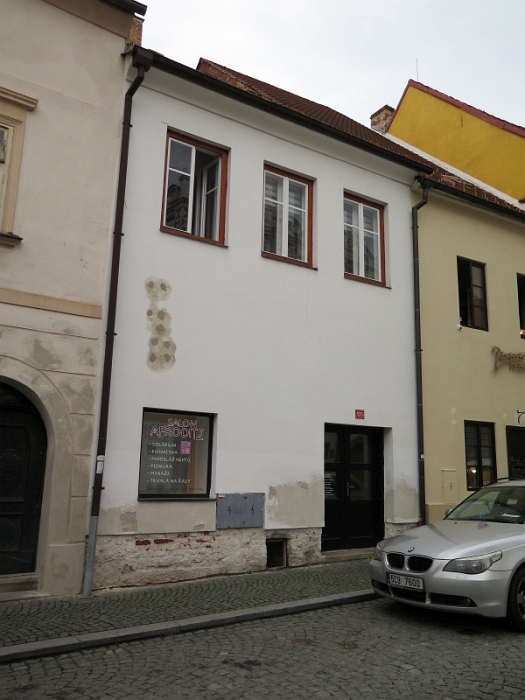
Pohled na dům čp. 105
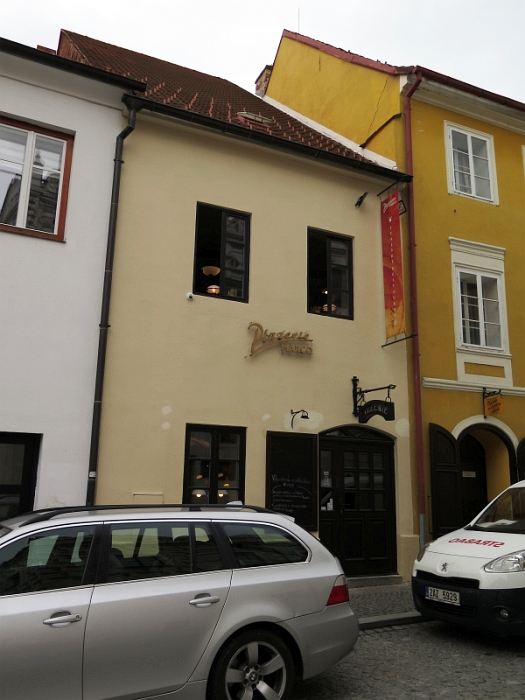
Pohled na dům čp. 106
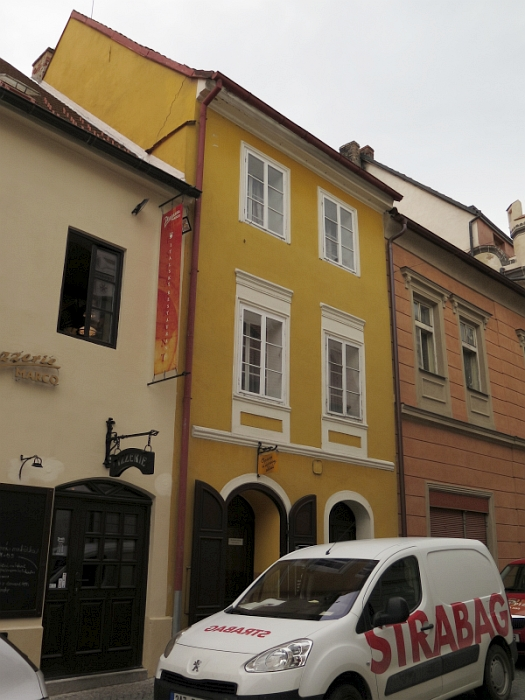
Pohled na dům čp. 107
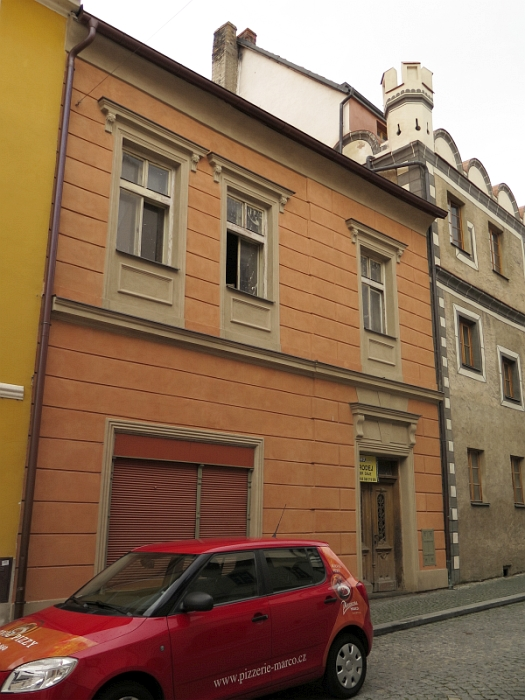
Pohled na dům čp. 108
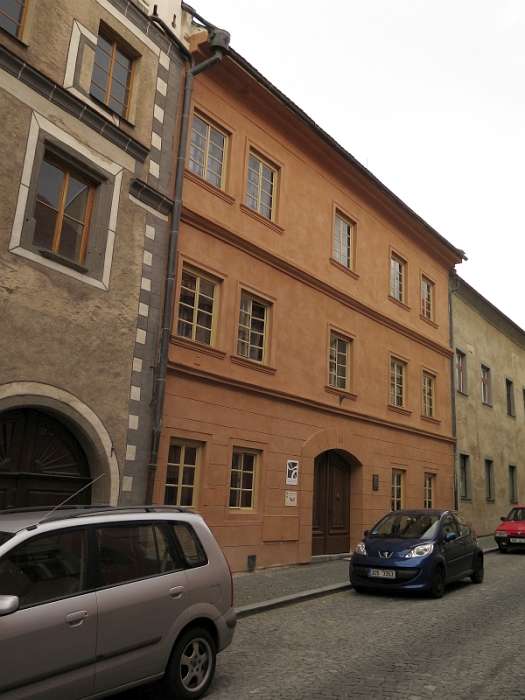
Pohled na dům čp. 110
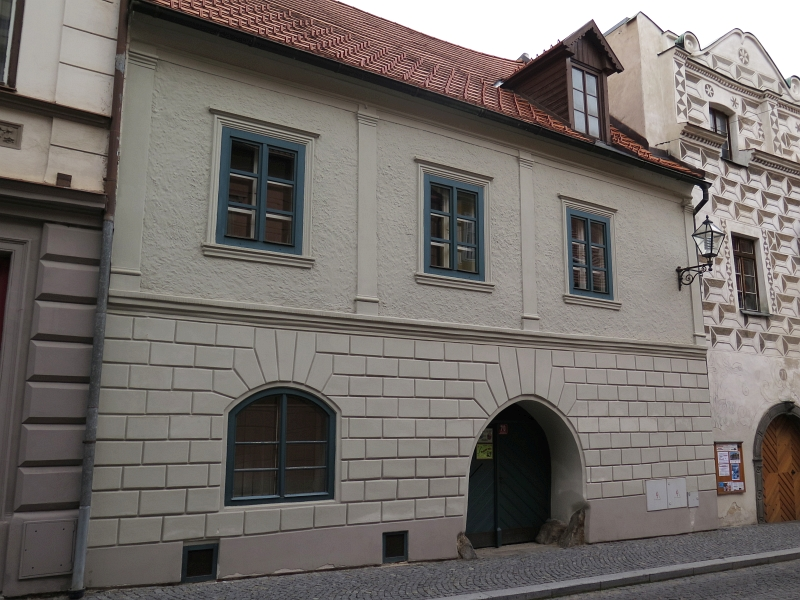
Pohled na dům čp. 70
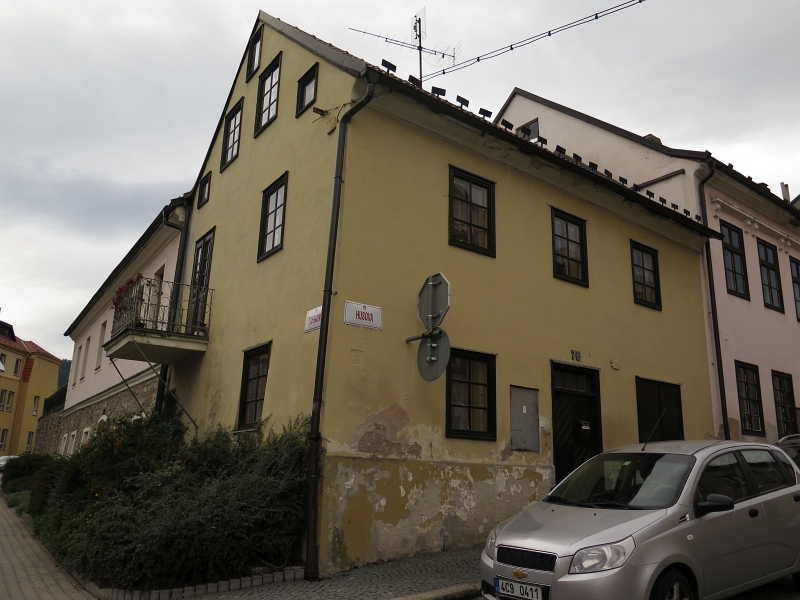
Pohled na dům čp. 76
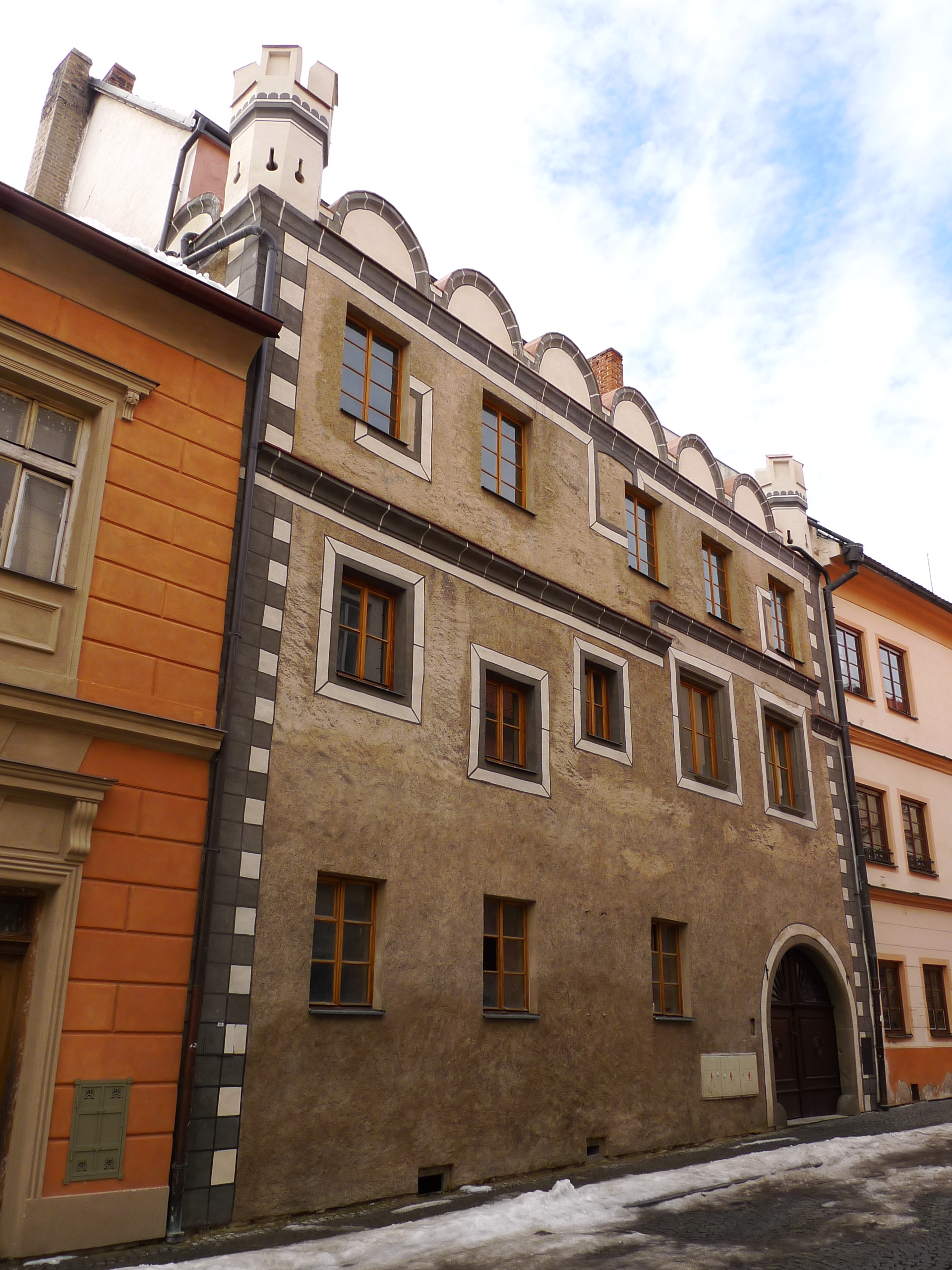
Pohled na dům čp. 109
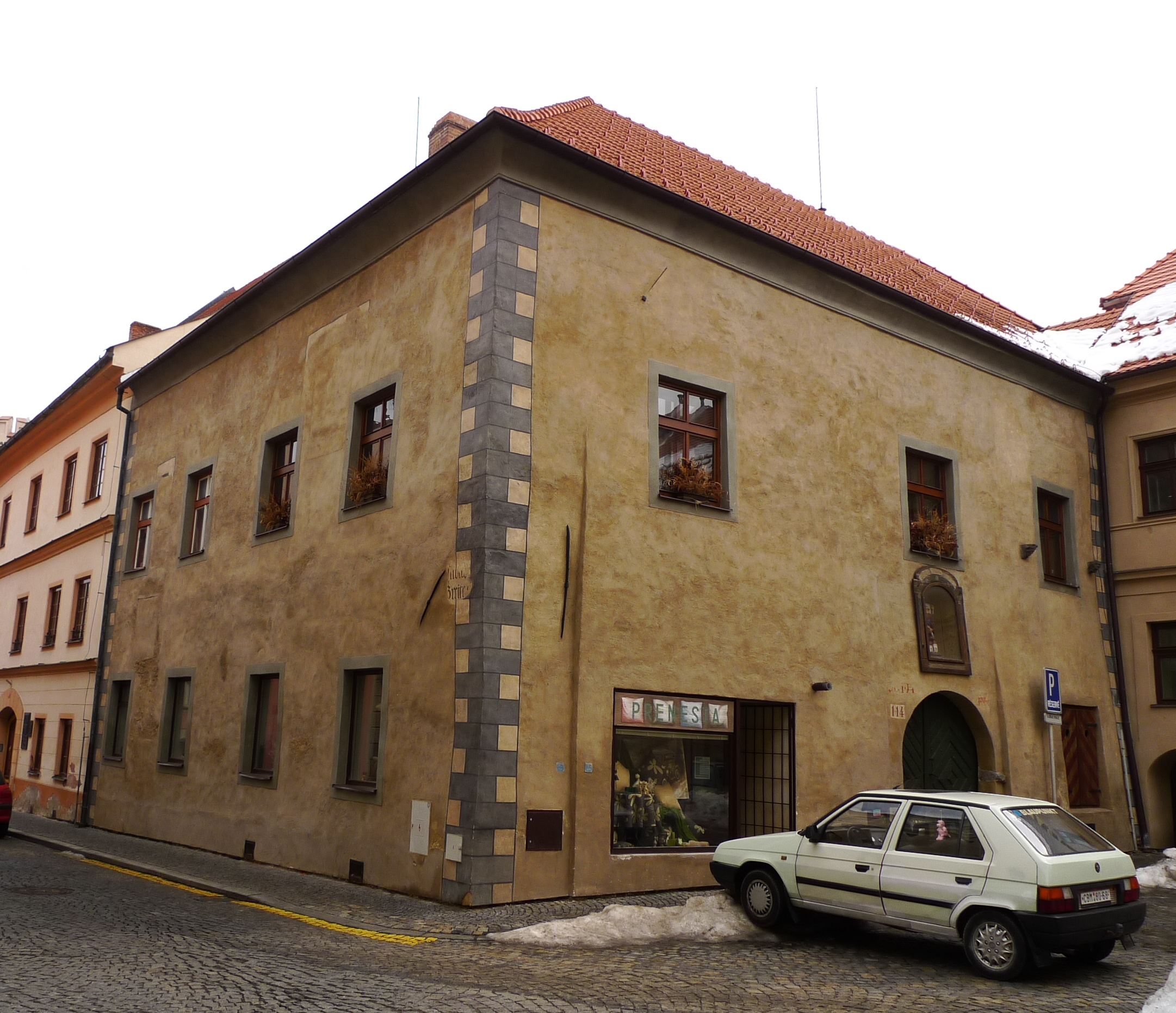
Pohled na dům čp. 114